# Kadenia dubia
Kadenia dubia är en växtart i släktet Kadenia och familjen flockblommiga växter. Den beskrevs av Christian Schkuhr och fick sitt nu gällande namn av Tatiana Vladimirovna Lavrova och Vadim Nikolajevitj Tichomirov 1986.
Arten är en två- eller flerårig ört som förekommer från östra Europa till Centralasien och Sibirien.